# Elizabeth Township (comté de Lancaster, Pennsylvanie)
Elizabeth Township est un township situé au nord du comté de Lancaster, en Pennsylvanie, aux États-Unis. En 2010, il comptait une population de 3 886 habitants.

## Démographie
Lors du recensement de 2010, le township comptait une population de 3 886 habitants. Elle est estimée, en 2018, à 3 974 habitants.

### Source de la traduction
- (en) Cet article est partiellement ou en totalité issu de l’article de Wikipédia en anglais intitulé « Elizabeth Township, Lancaster County, Pennsylvania » (voir la liste des auteurs).